# Parthenicus brooksi
Parthenicus brooksi är en insektsart som beskrevs av Kelton 1980. Parthenicus brooksi ingår i släktet Parthenicus och familjen ängsskinnbaggar. Inga underarter finns listade i Catalogue of Life.